# Kuvandyk
Kuvandyk (rusky Кувандык) je město v Orenburské oblasti v Ruské federaci. Při sčítání lidu v roce 2010 měl přes šestadvacet tisíc obyvatel.

## Poloha a doprava
Kuvandyk leží na severním břehu Sakmary, pravého přítoku Uralu v úmoří Kaspického moře. Od Orenburgu, správního střediska oblasti, je vzdálen přibližně 200 kilometrů jihovýchodně. Bližní významnější město je Orsk přibližně 90 kilometrů jihovýchodně.
Zhruba patnáct kilometrů jihovýchodně leží Mednogorsk, který je zhruba stejně lidnatý jako Kuvandyk a vede přes něj silnice z Kuvandyku k vedlejší větvi silnice Ural, která se od hlavní větve odpojuje v Samaře a vede přes Orenburg do Orsku.
Kuvandyk má nádraží na Transaralské dráze z Orenburgu přes Kyzylordu do Taškentu.

## Dějiny
Obec založili koncem 19. století přistěhovalci z evropské části ruského impéria a původně ji pojmenovali Pokrovka (Покровка). K přejmenování podle blízké řeky došlo v roce 1915, kdy zde vznikla železniční stanice, a to proto, aby nedocházelo k záměně s jinou železniční stanicí téhož jména. Od roku 1953 je Kuvandyk městem.